# 1. Fußball- und Sportverein Mainz 05 1999-2000
Questa voce raccoglie le informazioni riguardanti il 1. Fußball- und Sportverein Mainz 05 nelle competizioni ufficiali della stagione 1999-2000.

## Stagione
Nella stagione 1999-2000 il Magonza, allenato da Wolfgang Frank e Dirk Karkuth, concluse il campionato di 2. Bundesliga al 9º posto. In Coppa di Germania il Magonza fu eliminato ai quarti di finale dal Bayern Monaco.

## Rosa
| N. |                                | Ruolo | Calciatore           |
| -- | ------------------------------ | ----- | -------------------- |
| 1  | Germania (bandiera)            | P     | Dimo Wache           |
| 2  | Germania (bandiera)            | C     | Thorsten Nehrbauer   |
| 3  | Iran (bandiera)                | C     | Serjik Teymourian    |
| 4  | Germania (bandiera)            | D     | Jürgen Klopp         |
| 5  | Germania (bandiera)            | D     | Peter Neustädter     |
| 6  | Germania (bandiera)            | D     | Kristian Zedi        |
| 7  | Germania (bandiera)            | A     | Sven Demandt         |
| 8  | Germania (bandiera)            | C     | Torsten Lieberknecht |
| 9  | Serbia e Montenegro (bandiera) | A     | Ermin Melunovic      |
| 10 | Iran (bandiera)                | C     | Sirous Dinmohammadi  |
| 11 | Germania (bandiera)            | C     | Christian Hock       |
| 12 | Germania (bandiera)            | C     | Steffen Herzberger   |
| 14 | Germania (bandiera)            | C     | Jürgen Kramny        |
| 15 | Germania (bandiera)            | C     | Adrian Spyrka        |
| 16 | Croazia (bandiera)             | A     | Stipan Jakic         |
| 17 | Germania (bandiera)            | C     | Mark Schierenberg    |

| N. |                     | Ruolo | Calciatore         |
| -- | ------------------- | ----- | ------------------ |
| 19 | Germania (bandiera) | A     | Gustav Policella   |
| 20 | Islanda (bandiera)  | D     | Helgi Kolviðsson   |
| 23 | Germania (bandiera) | P     | Holger Bernhardt   |
| 24 | Germania (bandiera) | C     | Sandro Schwarz     |
| 25 | Brasile (bandiera)  | A     | Machado            |
| 26 | Germania (bandiera) | C     | Robert Ratkowski   |
| 27 | Germania (bandiera) | A     | Michael Thurk      |
| 28 | Croazia (bandiera)  | C     | Vjekoslav Škrinjar |
| 30 | Austria (bandiera)  | P     | Herbert Ilsanker   |
| 31 | Scozia (bandiera)   | C     | Neil Murray        |
| 32 | Turchia (bandiera)  | A     | Mahir Sahin        |
| 33 | Germania (bandiera) | D     | Dennis Probst      |
| 34 | Germania (bandiera) | D     | Manuel Friedrich   |
| 36 | Germania (bandiera) | P     | Martin Wagner      |
| 9  | Bulgaria (bandiera) | A     | Emil Kostadinov    |

## Organigramma societario
Area tecnica
- Allenatore: Dirk Karkuth
- Allenatore in seconda:
- Preparatore dei portieri: Stephan Kuhnert
- Preparatori atletici:

## Calciomercato

### Sessione estiva
| Acquisti | Acquisti           | Acquisti           | Acquisti |
| R.       | Nome               | da                 | Modalità |
| -------- | ------------------ | ------------------ | -------- |
| A        | Emil Kostadinov    | Tigres UANL        |          |
| C        | Neil Murray        | Dundee Utd         |          |
| C        | Roland Nagy        | FSV Francoforte    |          |
| C        | Thorsten Nehrbauer | Fortuna Düsseldorf |          |
| D        | Robert Nikolic     | Uerdingen 05       |          |
| C        | Robert Ratkowski   | Waldhof Mannheim   |          |
| C        | Mark Schierenberg  | Schalke 04         |          |
| D        | Kristian Zedi      | Fortuna Düsseldorf |          |

| Cessioni | Cessioni            | Cessioni          | Cessioni |
| R.       | Nome                | a                 | Modalità |
| -------- | ------------------- | ----------------- | -------- |
| D        | Tony Sekulić        | Darmstadt         |          |
| D        | Robert Nikolic      | Darmstadt         |          |
| C        | Michael Sauer       | Wehen Wiesbaden   |          |
| A        | Jacques Goumai      | Wehen Wiesbaden   |          |
| A        | Marco Grevelhörster | Kickers Offenbach |          |
| C        | Fabrizio Hayer      | RW Oberhausen     |          |
| C        | Lars Schmidt        | Kickers Offenbach |          |
| C        | Florian Sohler      | Kickers Offenbach |          |

### Sessione invernale
| Acquisti | Acquisti           | Acquisti          | Acquisti |
| R.       | Nome               | da                | Modalità |
| -------- | ------------------ | ----------------- | -------- |
| A        | Ermin Melunovic    | Eintracht Treviri |          |
| C        | Vjekoslav Škrinjar | Segesta           |          |

| Cessioni | Cessioni    | Cessioni  | Cessioni |
| R.       | Nome        | a         | Modalità |
| -------- | ----------- | --------- | -------- |
| C        | Roland Nagy | Darmstadt |          |

## Risultati

### 2. Bundesliga

#### Girone di andata
| Arbitro: | Weiner |

|             |           |           |
| Demandt 35’ | Marcatori | 40’ Stohn |

| Arbitro: | Anklam |

|                       |           |              |
| Grlić 45’ Mousavi 90’ | Marcatori | 9’ Policella |

| Arbitro: | Kammerer |

|                         |           |  |
| Vata 25’ Labak 32’, 83’ | Marcatori |  |

| Arbitro: | Schmidt |

|               |           |              |
| Policella 37’ | Marcatori | 74’ Feinbier |

| Arbitro: | Margenberg |

|              |           |               |
| Mehlhorn 36’ | Marcatori | 87’ Policella |

| Arbitro: | Blumenstein |

|               |           |  |
| Policella 49’ | Marcatori |  |

| Arbitro: | Frank |

|           |           |                        |
| Krieg 89’ | Marcatori | 71’ Policella 82’ Hock |

| Arbitro: | Hilmes |

|                                                    |           |                         |
| Demandt 11’ Policella 54’ Klopp 72’ Kostadinov 90’ | Marcatori | 13’ Berchtold 47’ Diane |

| Arbitro: | Schmidt |

|                       |           |                    |
| Marin 16’, 59’ (rig.) | Marcatori | 37’, 53’ Policella |

| Magonza 29 ottobre 1999, ore 19:00 CEST 10ª giornata | Magonza | 0 – 0 referto | Colonia | Stadion am Bruchweg (12 236 spett.)\| Arbitro: \| Lange \| |
| Arbitro:                                             | Lange   |               |         |                                                            |

| Oberhausen 7 novembre 1999, ore 15:00 CET 11ª giornata | RW Oberhausen | 0 – 0 referto | Magonza | Niederrheinstadion (2 929 spett.)\| Arbitro: \| Kinhöfer \| |
| Arbitro:                                               | Kinhöfer      |               |         |                                                             |

| Arbitro: | Wezel |

|                |           |  |
| Herzberger 71’ | Marcatori |  |

| Arbitro: | Hauer |

|                                  |           |                                           |
| Marić 64’ (rig.), 70’ Cássio 68’ | Marcatori | 12’, 39’ Policella 31’ Demandt 35’ Kramny |

| Arbitro: | Kircher |

|  |           |             |
|  | Marcatori | 44’ Buckley |

| Arbitro: | Scheppe |

|                              |           |               |
| Rösler 39’ Kramny 67’ (aut.) | Marcatori | 66’ Policella |

| Magonza 15 dicembre 1999, ore 19:00 CET 16ª giornata | Magonza | 0 – 0 referto | Borussia M'gladbach | Stadion am Bruchweg (14 183 spett.)\| Arbitro: \| Weber \| |
| Arbitro:                                             | Weber   |               |                     |                                                            |

| Arbitro: | Sippel |

|                 |           |                |
| Klausz 22’, 64’ | Marcatori | 59’ Neustädter |

#### Girone di ritorno
| Arbitro: | Gettke |

|                          |           |                         |
| Vlădoiu 59’ Kolinger 63’ | Marcatori | 28’ Melunovic 58’ Klopp |

| Magonza 20 febbraio 2000, ore 15:00 CET 19ª giornata | Magonza | 0 – 0 referto | Fortuna Colonia | Stadion am Bruchweg (5 133 spett.)\| Arbitro: \| Kreyer \| |
| Arbitro:                                             | Kreyer  |               |                 |                                                            |

| Arbitro: | Kinhöfer |

|           |           |  |
| Klopp 14’ | Marcatori |  |

| Arbitro: | Anklam |

|                           |           |  |
| Krzynówek 38’ Driller 90’ | Marcatori |  |

| Arbitro: | Werthmann |

|                                                           |           |  |
| Ratkowski 3’, 63’ Nehrbauer 42’ Herzberger 53’ Spyrka 70’ | Marcatori |  |

| Arbitro: | Kinhöfer |

|                    |           |             |
| Lala 36’ Keïta 73’ | Marcatori | 58’ Demandt |

| Arbitro: | Schößling |

|                    |           |                         |
| Policella 56’, 71’ | Marcatori | 73’ Silva 83’ Jozinović |

| Arbitro: | Weber |

|             |           |  |
| İnceman 85’ | Marcatori |  |

| Arbitro: | Perl |

|          |           |                  |
| Hock 33’ | Marcatori | 27’ (rig.) Marin |

| Arbitro: | Lange |

|            |           |  |
| Donkov 15’ | Marcatori |  |

| Arbitro: | Frank |

|            |           |          |
| Demandt 1’ | Marcatori | 73’ Obad |

| Arbitro: | Scheppe |

|                      |           |  |
| Felgenhauer 42’, 67’ | Marcatori |  |

| Arbitro: | Gagelmann |

|                     |           |  |
| Neustädter 67’, 90’ | Marcatori |  |

| Arbitro: | Hauer |

|  |           |             |
|  | Marcatori | 37’ Demandt |

| Arbitro: | Gettke |

|                       |           |             |
| Klopp 38’ Machado 87’ | Marcatori | 29’ Ouakili |

| Arbitro: | Perl |

|                                                                           |           |          |
| Ketelaer 43’ Chiquinho 47’ Demo 48’ van Lent 67’, 72’ (rig.) Witeczek 75’ | Marcatori | 28’ Hock |

| Arbitro: | Gagelmann |

|                         |           |  |
| Demandt 48’ Machado 60’ | Marcatori |  |

### Coppa di Germania
| Arbitro: | Hufgard |

|               |           |                            |
| Gumprecht 61’ | Marcatori | 13’ Machado 34’ Kolviðsson |

| Arbitro: | Keßler |

|                             |           |  |
| Policella 44’ Ratkowski 77’ | Marcatori |  |

| Arbitro: | Fleischer |

|                       |           |            |
| Thurk 82’ Machado 98’ | Marcatori | 67’ Preetz |

| Arbitro: | Strampe |

|                                            |           |  |
| Herzberger 18’ (aut.) Jancker 63’ Cruz 70’ | Marcatori |  |

## Statistiche

### Statistiche di squadra
| Competizione      | Punti | In casa | In casa | In casa | In casa | In casa | In casa | In trasferta | In trasferta | In trasferta | In trasferta | In trasferta | In trasferta | Totale | Totale | Totale | Totale | Totale | Totale | DR |
| Competizione      | Punti | G       | V       | N       | P       | Gf      | Gs      | G            | V            | N            | P            | Gf           | Gs           | G      | V      | N      | P      | Gf     | Gs     | DR |
| ----------------- | ----- | ------- | ------- | ------- | ------- | ------- | ------- | ------------ | ------------ | ------------ | ------------ | ------------ | ------------ | ------ | ------ | ------ | ------ | ------ | ------ | -- |
| 2. Bundesliga     | 45    | 17      | 8       | 8       | 1       | 24      | 10      | 17           | 3            | 4            | 10           | 17           | 32           | 34     | 11     | 12     | 11     | 41     | 42     | -1 |
| Coppa di Germania | -     | 2       | 2       | 0       | 0       | 4       | 1       | 2            | 1            | 0            | 1            | 2            | 4            | 4      | 3      | 0      | 1      | 6      | 5      | +1 |
| Totale            | 45    | 19      | 10      | 8       | 1       | 28      | 11      | 19           | 4            | 4            | 11           | 19           | 36           | 38     | 14     | 12     | 12     | 47     | 47     | 0  |

### Andamento in campionato
| Giornata  | 1 | 2  | 3  | 4  | 5  | 6  | 7  | 8 | 9 | 10 | 11 | 12 | 13 | 14 | 15 | 16 | 17 | 18 | 19 | 20 | 21 | 22 | 23 | 24 | 25 | 26 | 27 | 28 | 29 | 30 | 31 | 32 | 33 | 34 |
| --------- | - | -- | -- | -- | -- | -- | -- | - | - | -- | -- | -- | -- | -- | -- | -- | -- | -- | -- | -- | -- | -- | -- | -- | -- | -- | -- | -- | -- | -- | -- | -- | -- | -- |
| Luogo     | C | T  | T  | C  | T  | C  | T  | C | T | C  | T  | C  | T  | C  | T  | C  | T  | T  | C  | C  | T  | C  | T  | C  | T  | C  | T  | C  | T  | C  | T  | C  | T  | C  |
| Risultato | N | P  | P  | N  | N  | V  | V  | V | N | N  | N  | V  | V  | P  | P  | N  | P  | N  | N  | V  | P  | V  | P  | N  | P  | N  | P  | N  | P  | V  | V  | V  | P  | V  |
| Posizione | 8 | 13 | 15 | 15 | 15 | 13 | 10 | 9 | 9 | 9  | 9  | 7  | 4  | 7  | 8  | 9  | 11 | 11 | 11 | 9  | 10 | 8  | 9  | 9  | 9  | 10 | 12 | 14 | 15 | 12 | 11 | 9  | 10 | 9  |

Legenda:

Luogo: C = Casa; T = Trasferta. Risultato: V = Vittoria; N = Pareggio; P = Sconfitta.

### Statistiche dei giocatori
| Giocatore       | 2. Bundesliga | 2. Bundesliga | 2. Bundesliga | 2. Bundesliga | Coppa di Germania | Coppa di Germania | Coppa di Germania | Coppa di Germania | Totale   | Totale | Totale      | Totale     |
| Giocatore       | Presenze      | Reti          | Ammonizioni   | Espulsioni    | Presenze          | Reti              | Ammonizioni       | Espulsioni        | Presenze | Reti   | Ammonizioni | Espulsioni |
| --------------- | ------------- | ------------- | ------------- | ------------- | ----------------- | ----------------- | ----------------- | ----------------- | -------- | ------ | ----------- | ---------- |
| H. Bernhardt    | 0             | 0             | 0             | 0             | 0                 | 0                 | 0                 | 0                 | 0        | 0      | 0           | 0          |
| S. Demandt      | 30            | 7             | 2             | 0             | 4                 | 0                 | 0                 | 0                 | 34       | 7      | 2           | 0          |
| S. Dinmohammadi | 28            | 0             | 6             | 0             | 4                 | 0                 | 0                 | 0                 | 32       | 0      | 6           | 0          |
| M. Friedrich    | 5             | 0             | 1             | 0             | 0                 | 0                 | 0                 | 0                 | 5        | 0      | 1           | 0          |
| S. Herzberger   | 30            | 2             | 3             | 0             | 4                 | 0                 | 1                 | 0                 | 34       | 2      | 4           | 0          |
| C. Hock         | 32            | 3             | 4             | 1             | 4                 | 0                 | 2                 | 0                 | 36       | 3      | 6           | 1          |
| H. Ilsanker     | 0             | 0             | 0             | 0             | 0                 | 0                 | 0                 | 0                 | 0        | 0      | 0           | 0          |
| S. Jakic        | 5             | 0             | 0             | 0             | 0                 | 0                 | 0                 | 0                 | 5        | 0      | 0           | 0          |
| J. Klopp        | 30            | 4             | 7             | 0             | 3                 | 0                 | 0                 | 1                 | 33       | 4      | 7           | 1          |
| H. Kolviðsson   | 31            | 0             | 5             | 0             | 4                 | 1                 | 1                 | 0                 | 35       | 1      | 6           | 0          |
| E. Kostadinov   | 4             | 1             | 1             | 0             | 1                 | 0                 | 0                 | 0                 | 5        | 1      | 1           | 0          |
| J. Kramny       | 14            | 1             | 1             | 1             | 4                 | 0                 | 0                 | 0                 | 18       | 1      | 1           | 1          |
| T. Lieberknecht | 11            | 0             | 0             | 0             | 1                 | 0                 | 0                 | 1                 | 12       | 0      | 0           | 1          |
| M. Machado      | 20            | 2             | 2             | 0             | 3                 | 2                 | 0                 | 1                 | 23       | 4      | 2           | 1          |
| E. Melunovic    | 8             | 1             | 2             | 0             | 0                 | 0                 | 0                 | 0                 | 8        | 1      | 2           | 0          |
| N. Murray       | 11            | 0             | 1             | 0             | 1                 | 0                 | 0                 | 0                 | 12       | 0      | 1           | 0          |
| R. Nagy         | 2             | 0             | 0             | 0             | 0                 | 0                 | 0                 | 0                 | 2        | 0      | 0           | 0          |
| T. Nehrbauer    | 15            | 1             | 5             | 0             | 0                 | 0                 | 0                 | 0                 | 15       | 1      | 5           | 0          |
| P. Neustädter   | 25            | 3             | 3             | 0             | 3                 | 0                 | 1                 | 0                 | 28       | 3      | 4           | 0          |
| R. Nikolic      | 1             | 0             | 0             | 0             | 0                 | 0                 | 0                 | 0                 | 1        | 0      | 0           | 0          |
| G. Policella    | 28            | 13            | 8             | 0             | 4                 | 1                 | 0                 | 0                 | 32       | 14     | 8           | 0          |
| D. Probst       | 0             | 0             | 0             | 0             | 0                 | 0                 | 0                 | 0                 | 0        | 0      | 0           | 0          |
| R. Ratkowski    | 29            | 2             | 11            | 1             | 3                 | 1                 | 0                 | 0                 | 32       | 3      | 11          | 1          |
| M. Sahin        | 7             | 0             | 3             | 0             | 0                 | 0                 | 0                 | 0                 | 7        | 0      | 3           | 0          |
| M. Sauer        | 2             | 0             | 2             | 0             | 0                 | 0                 | 0                 | 0                 | 2        | 0      | 2           | 0          |
| M. Schierenberg | 12            | 0             | 2             | 1             | 2                 | 0                 | 0                 | 0                 | 14       | 0      | 2           | 1          |
| S. Schwarz      | 0             | 0             | 0             | 0             | 0                 | 0                 | 0                 | 0                 | 0        | 0      | 0           | 0          |
| T. Sekulić      | 2             | 0             | 1             | 0             | 0                 | 0                 | 0                 | 0                 | 2        | 0      | 1           | 0          |
| A. Spyrka       | 29            | 1             | 9             | 0             | 3                 | 0                 | 0                 | 0                 | 32       | 1      | 9           | 0          |
| S. Teymourian   | 2             | 0             | 0             | 0             | 2                 | 0                 | 0                 | 0                 | 4        | 0      | 0           | 0          |
| M. Thurk        | 17            | 0             | 1             | 0             | 2                 | 1                 | 0                 | 0                 | 19       | 1      | 1           | 0          |
| D. Wache        | 34            | 0             | 3             | 0             | 4                 | 0                 | 1                 | 0                 | 38       | 0      | 4           | 0          |
| M. Wagner       | 1             | 0             | 0             | 0             | 0                 | 0                 | 0                 | 0                 | 1        | 0      | 0           | 0          |
| K. Zedi         | 1             | 0             | 0             | 0             | 0                 | 0                 | 0                 | 0                 | 1        | 0      | 0           | 0          |
| V. Škrinjar     | 9             | 0             | 2             | 0             | 0                 | 0                 | 0                 | 0                 | 9        | 0      | 2           | 0          |